# Khalilou Traoré
Mohamed Kalilou Traoré est un footballeur international malien né le 9 septembre 1987 à Bamako (Mali). Il évolue au poste de milieu de terrain.

## Carrière

### En club
Il est prêté au Hassania d'Agadir durant la saison 2007/2008 par le Wydad de Casablanca.
Durant l'été 2008, il se dirige vers la Croatie pour y signer un contrat avec le NK Istra (deuxième division locale) sans l'accord du Wydad Casablanca.
En 2010, il est transféré contre une indemnité de 1 million d'euros au club danois de l'OB Odense.
En 2012, il signe un contrat de 3 ans avec le club du FC Sochaux-Montbéliard pour une indemnité de transfert estimé entre 3 et 4 millions d'euros. Le 12 juin 2014, le contrat est résilié à l'amiable après que le joueur n'ait pu jouer une rencontre avec l'équipe première en 2013/2014.

### En équipe du Mali
Kalilou Traoré est convoqué pour la première fois pour un match de qualification pour la CAN 2012 contre le Cap-Vert. Kalilou est titulaire et obtient donc sa première sélection le 4 septembre 2010 lors d'une rencontre perdue (0-1) par les Maliens.

## Palmarès
NK Istra 1961
- Champion de Druga HNL (D2) (1) : 2009